# Артоболевський Володимир Михайлович
Володи́мир Миха́йлович Артоболе́вський (*4 серпня, або іноді 3 серпня 1874, Сімбухово — †9 грудня 1952, Київ) — український радянський зоолог, зоогеограф, доктор біологічних наук, професор, популяризатор біологічних знань, громадський діяч.

## Коротка біографія
Народився 4 липня 1874 року в колишній Пензенській губернії.
В 1901 році закінчив Київський університет, де і працював до кінця життя; обіймав посади професора та директора зоологічного музею.
З 1902 року — вчитель природознавства у середній школі міста Києва. З 1908 року викладач у Київському жіночому Фребелівському педагогічному інституті. Із 1918 року — асистент, директор Зоологічного музею Київського національного університету імені Тараса Шевченка. У 1919 році був членом Комітету вивчення фауни УАН і до 1921 року працював у Зоологічному музеї УАН. З 1924 року — професор зоології та зоогеографії. Голова Київського орнітологічного товариства імені Кеслера, популяризатор біологічних знань, громадський діяч. Організатор орнітологічного товариства ім. К. Ф. Кесслера (1908). Протягом 1944—1946 років керував Зоологічним музеєм Інституту зоології АН УРСР

Могила Володимира Артоболевського

Помер 9 грудня 1952 року. Похований в Києві на Лук'янівському цвинтарі (ділянка № 11).

## Праці
Артоболевський видав близько 30 наукових праць, з яких найголовніші присвячені фауні птахів колишньої Пензенської губернії, Чернігівської області, Київської області та Чукотського півострова. Серед них:
- Огляд птахів південно-східної частини Пензенської губернії К., 1904.
- Праці Київського орнітологічного товариства ім. Кесслера. 1913. Т. 1, випуск. 1.
- Артоболевський В. Матеріяли до списку птахів південної половини Чернігівщини // Записки Київського інституту народної освіти. — 1926. — Том 1. — С. 113—126.
- Матеріали до вивчення фауни птахів Пензенської області, їх систематиці, екології і господарського значення. 1941.

## Інтернет-ресурси
- Цей день в історії — події та люди. 4 серпня [Архівовано 7 січня 2018 у Wayback Machine.]

| Володимир Вернадський | Це незавершена стаття про українського науковця. Ви можете допомогти проєкту, виправивши або дописавши її. |